# Bell System Technical Journal

Bell System Technical Journal était une revue en langue anglaise publiée par AT&T qui portait sur tous les aspects scientifiques et techniques des communications électriques. Elle a été publiée sous ce titre de 1922 jusqu'au démantèlement de la société AT&T en 1983. La revue est ensuite publiée jusqu'en 1995 sous différents titres.

## Histoire
L'Information Department d'AT&T publie le Bell System Technical Journal à New York pour le compte de la Western Electric Company et d'autres sociétés du Système Bell. La première publication sort en juillet 1922, sous la direction de R. W. King et d'un conseil de huit éditeurs. De 1922 à 1951, elle sort tous les quatre mois. Elle est bimensuelle jusqu'en 1964. Finalement, elle sort 10 fois par an jusqu'en 1983, regroupant les quatre mois de l'été en deux numéros (mai et juillet).
Sous le titre « Bell System Technical Journal », la publication s’arrête avec le volume 62 à la fin de 1983 à cause du démantèlement de la société AT&T, donnant naissance à plusieurs sociétés indépendantes. Dans le cadre de la nouvelle organisation AT&T, à partir de 1984, le journal s'appelle « AT&T Bell Laboratories Technical Journal » et la numérotation des volumes est maintenue. En 1985, le titre devient « AT&T Technical Journal ». Publiée jusqu'en 1995 sous ce titre, elle atteint le volume 74.
En 1996, le titre change pour « Bell Labs Technical Journal » puis la revue passe sous la responsabilité de l'éditeur Wiley Periodicals, Inc., qui débute la numérotation des volumes à 1.

## Articles notoires
- En 1928, Clinton Joseph Davisson publie un article sur la diffraction des électrons par des cristaux de nickel, démontrant la nature ondulatoire des électrons[2]. Cette découverte établit fermement la dualité onde-corpuscule de la matière et vaut à son auteur un prix Nobel de physique.
- A Mathematical Theory of Communication de Claude Shannon, qui fonde la théorie de l'information, est publié en deux parties en juillet et octobre 1948[3],[4].
- Plusieurs articles importants des concepteurs du système d'exploitation Unix sont regroupés dans un numéro thématique sorti en 1978[5].
- Le périodique est aussi notable pour la publication, en novembre 1954, de l'article In-Band Single-Frequency Signaling[6] de Weaver et Newell qui décrit plusieurs aspects inconnus du système de commutateurs en usage servant aux communications longue distance. Cet article permet aux pirates téléphoniques de développer la blue box qui sert à frauder les sociétés de télécommunications (ou à explorer le plus grand réseau téléphonique du monde selon certains), parce que le dispositif sert à passer gratuitement et illégalement des appels longues distances.
- En 1970, les futurs nobélisés en physique Willard Boyle et George E. Smith décrivent leur capteur CCD dans la revue[7].

## Éditeurs
Quelques éditeurs de la revue :
- 1922 (juillet) : R. W. King [8]
- 1954 : Julian D. Tebo[9]